# Елизабет Фрейзър
Елизабет Дейвидсън Фрейзър (на английски: Elizabeth Davidson Fraser) е шотландска певица, авторка на песни и музикантка.
Родом от град Гранджемут, Шотландия, тя е най-известна като вокалистка на пионерската дрийм поп група Кокто Туинс, която постигна международен успех предимно от средата на 80-те до края на 90-те г. на 20 век. Техните студийни албуми Victorialand (1986) и Heaven or Las Vegas (1990) достигат първите десет места на британските класации за албуми, а други албуми, включително Blue Bell Knoll (1988), Four-Calendar Café (1993) и Milk & Kisses (1996) влизат в класациите за албуми Билборд 200 в Съединените щати, както и в Топ 20 в Обединеното кралство. Тя също участва като част от проекта на лейбъла 4AD Дис Мортал Койл, включително с успешния сингъл от 1983 г. „Song to the Siren“, и като гост на Масив Атак в техния сингъл „Teardrop“ от 1998 г.
Албумът Heaven or Las Vegas е включен в книгата „1001 албума, които трябва да чуете, преди да умрете“ и е избран за номер 218 в третото издание на „Топ 1000 албума за всички времена“ на Колин Ларкин. През 2020 г. сп. „Ролинг Стоун“ го включва под номер 245 в списъка си с 500-те най-велики албума на всички времена. Четири от студийните албуми на Кокто Туинс достигнат номер едно в UK Indie Chart.
Когато Кокто Туинс се разпадат, Фрейзър започва солова кариера и е гост вокалистка на други изпълнители. През 2000 г. се появява заедно с Пол Бюканън и Питър Гейбриъл в Later...with Jools Holland, изпълнявайки „Downside-Up“ – една от двете песни, които тя изпълнява с Габриел като част от шоуто Millennium Dome, което се провежда между 1 януари 2000 г. и 31 декември 2000 г. Тя издава няколко солови материала, включително синглите "Underwater" (2000) и "Moses" (2009). Твърди се, че Фрейзър е записала достатъчно материал за дебютен солов студиен албум; обаче дата на пускане или допълнителна информация не са публикувани. През 2022 г. Фрейзър издава миниалбума Sun's Signature, което включва преработена версия на сингъла ѝ от 2000 г. „Underwater“. През май 2022 г. тя и бившите ѝ колеги от Кокто Туинс Робин Гътри и Саймън Реймънд са отличени с наградата Visionary Award от Академията „Айвърс“.
Нейният отличителен стил получава много похвали от критиката в нейната 4-десетилетна кариера. Журналистът от сп. „Мелъди Мейкър“ Стив Съдърланд веднъж я описва като „гласът на Бога“. Тя е описана от критика Джейсън Анкени като „напълно уникален изпълнител, чиито завладяващи, оперни вокали разчитаха не толкова на някакъв разпознаваем език, колкото на субективните звуци и текстури на вербализирани емоции“.

## Биография

### Ранни години
Фрейзър е родена и израснала в град Грейнджмаут, Шотландия, който тя описва като „мрачен и задушен индустриален град“. Майка ѝ работи във фабрика. Тя е най-малкото от шест деца. Като тинейджърка страда от булимия. През 1996 г. разкрива, че е била сексуално малтретирана от девера си и вероятно неин баща и че на 16 е била принудена да напусне семейния си дом заради пънкарския си вид. Музиката е важна и представлява бягство; по това време Фрейзър има татуирани на ръцете си портрети на своите герои като певицата Сиукси Сиукс. Тя среща партньора си Робин Гътри на 17 г.: „Това, което ни събра, бе, че аз нямах собствени идеи и мнения, а той имаше много – достатъчно и за двама ни. Бяхме привлечени един към друг поради грешни причини."

### Кокто Туинс (1981 – 1997)
Фрейзър става вокалистка и текстописка на Кокто Туинс през 1981 г. (група, основана през 1979 г. от Робин Гътри и Уил Хеги): те я забелязват да танцува в клуб една вечер и я канят да се присъедини към тяхната група. По това време тя е на 17 години и никога не е мислила за себе си като певица. След фаза на изключване групата записва някои парчета, които са изпратени като демо на Джон Пийл и Иво Уотс-Ръсел от 4AD, което води до подписването им с базираната в Лондон звукозаписна компания за независима музика и успешна кариера в музиката. Фрейзър и Гътри имат връзка и през 1989 г. се ражда дъщеря им Люси Бел. Гътри употребява изобилно алкохол и наркотици през годините, в които са заедно, а Фрейзър претъпява нервен срив по време на записите на Four-Calendar Café. Двойката се разделя през 1993 г., но избира да продължи музикалната си връзка най-вече поради договорни задължения до 1998 г., когато Кокто Туинс окончателно се разпадат.
Фрейзър има връзка с певеца Джеф Бъкли и записва дует с него, „All Flowers in Time Bend Towards the Sun“, написан заедно, но той никога не пуснат в търговската мрежа. Тя говори за връзката им в документалния филм на Би Би Си Jeff Buckley: Everybody Here Wants You.

### Сътрудничества и гостувания
Докато работи като част от Кокто Туинс, Фрейзър също си сътрудничи с много изпълнители. Тя се появява в първото издание на групата на 4AD Дис Мортал Койл (заедно с нейните колеги от Кокто Туинс), където нейният принос включва кавър версия на "Song to the Siren" на Тим Бъкли. Тя предоставя еднократни вокали за изпълнения като Фелт (Primitive Painters), Dif Juz (Extractions LP), Волфганг Прес и Иън Маккълох (певец) (Candleland и Mysterio).
Фрейзър си сътрудничи спорадично с редица изпълнители, включително Фютчър Саунд ъф Ландън (Lifeforms EP), Елиът Голдентал, Крейг Армстронг (The Space Between Us) и Питър Гейбриъл (проект OVO). Освен с работата си в Кокто Туинс тя е известна със сътрудничеството си с Масив Атак, след като записва три песни за албума Mezzanine на групата през 1998 г. (включително международния хит сингъл „Teardrop“, в който тя заменя оригиналния избор на Мадона), а впоследствие е на турне с групата през 2006 г. и отново през 2018–2019 г. Тя също участва в саундтраковете на няколко филма, включително In Dreams, Секс игри, The Winter Guest, Властелинът на пръстените: Задругата на пръстена и Властелинът на пръстените: Двете кули, и понякога се появява като гост изпълнителка по проекти на други музиканти. През 2005 г. тя се появява в албума на Ян Тиерсен Les Retrouvailles, пеейки в две песни – "Kala" и "Mary".
Били Хауърдел предвижда Фрейзър като своя първа опция за водеща вокалистка на Пърфект Съркъл, но тя не е на разположение за проекта. Тя също отхвърля искането за сътрудничество от Линкин Парк. Фрейзър се появява като гост-изпълнителка в сингъла на фолк певеца Сам Лий „The Moon Shines Bright“, издаден през декември 2019 г., и впоследствие в албума му Old Wow, издаден през януари 2020 г. Тя пее фрагмент от текст от традиционна шотландска народна песен "Wild Mountain Thyme". В рамките на проекта Sun's Signature с нейния партньор Деймън Рийс (от когото има дъщеря Лили през 1996 г.), Фрейзър трябва да издаде едноименен миниалбум на 23 април 2022 г. чрез Раф Трейд Рекърдс. По-късно е обявено, че албумът ще бъде издаден на 18 юни чрез Партизан Рекърдс, като сингълът "Golden Air" ще излезе на 6 април.

### Соло кариера
Соловата кариера на Фрейзър е с прекъсвания, включваща гостувания с други изпълнители и редки соло издания и участия на живо. През 2000 г. записът плочата "Underwater" е издаден в ограничен тираж от 200 копия. Тя участва с кавър версия на "At Last I Am Free" (първоначално от групата Шик от 70-те години, кавър от Робърт Уайът) в албума от 2003 г. Stop Me If You Think You've Heard This One Before, честване на 25 години на Раф Трейд Рекърдс. През 2004 г. тя е поканена да участва в аудио изложба, Shhh..., в лондонския музей „Виктория и Албърт“, за която пише творба, наречена "Expectant Mood", което не е пусната в търговската мрежа. 
Съобщава се, че тя е подписала с Бланко и Негро Рекърдс. През декември 2006 г. британски уебсайт NME съобщава, че соловият ѝ албум би трябвало да излезе в началото на 2007 г. Албумът би трябвало да съдържа осем песни, една от които – кавър версия. Не са обявени заглавия и албумът не е издаден през 2007 г., както е предложено. През юни 2012 г. откъси от все още неиздадения албум са пуснати по Би Би Си Радио 4.
През ноември 2009 г. Фрейзър издава соловия сингъл „Moses“, достъпен на 12" и за изтегляне от Раф Трейд. Сингълът е записан с Деймън Рийс и Джейк Дрейк-Брокман и е възпоменание за Брокман (бристълски музикант).
През август 2012 г. Фрейзър изпълнява в роял Фестивал Хол за две вечери като част от фестивала Мелтдаун в Саутбанк Сентър в Лондон. Преди концертите тя потвърждава, че е събрала материал на стойност за албум и ще ги представи на събитието в допълнение към изпълнението на реинтерпретации на някои песни на Кокто Туинс. Тя също така се позовава на физическото натоварване, свързано с нейното пеене срещу стената на звука в много от песните на Кокто Туинс, за което каза, че е „като тест за издръжливост. Нямам намерение да го правя отново. Използвах гласа си по-нежно.“ Преди появата си на фестивала тя изнася подгряващ концерт в Бат Павилиън на 4 август.
В драматичният сериал на Скай Артс от 2016 г. The Nightmare Worlds of H. G. Wells има музика, съставена от Фрейзър и Рийс. Също така през 2016 г. тя си сътрудничи с Стартълт Инсектс в саундтрака към телевизионния сериал на Би Би Си The Living and The Dead. Пее и „She Moves Through the Fair “ в епизод 1 и „The Lover's Ghost“ над последните заглавия в епизод 4. Саундтракът е наличен като цифрово изтегляне. 
Фрейзър прави рядка поява в Роял Албърт Хол на 23 юли 2017 г. в разговор с музиканта Джон Грант. Те обсъждат албума на Кокто Туинс от 1988 г. Blue Bell Knoll, като всички приходи от шоуто отиват в благотворителната организация за гей права Стоунуол. По време на разговора Фрейзър отговаря на въпрос от публиката за възможно сътрудничество с Джон Грант, като казва: „Той няма нужда да ме убеждава!“ Говорейки за нейната несигурност по отношение на записите и изпълнението, Фрейзър казва: „Получавам го в студиото, това е ужас, но това е част от пътуването... Не мисля, че бях уверена, особено когато спрях да пея. Тогава се включва гласът, който наистина ви дразни, казва ви какъв ужасен човек сте и „какво си мислите, че правите“. Но след това пеете и то кара да замлъкне този глас, а другият глас е по-силен..." 
На 3 септември 2018 г. Фрейзър прави интимно изпълнение само по покана на изложението "Society of the Golden Slippers" в Сохо, където към нея се присъединява Джон Грант на хармонии за "Oh Shenandoah".

### Sun's Signature (2022 – настояще)
През юни 2022 г. Фрейзър, като част от Сънс Сингачър с партньора си Деймън Рийс, издава миниалбума Sun's Signature чрез Партизан Рекърдс. Дуото пее и в саундтрака за телевизионния минисериал на Греъм Дъф The Nightmare World of HG Wells. Издаването на миниалбума бележи първото издание на Fraser от тринадесет години според сп. „Ролинг Стоун“.

## Артистичност
Текстовете на Феейзър с много от песните на Кокто Туинс варират от обикновен английски до полуразбираеми изречения и абстрактна шотландска музика с уста (Puirt à beul). За някои записи тя е казвала, че е използвала чужди думи, без да знае какво означават – думите са придобили значение за нея само когато ги е изпяла. Има сопранов вокален диапазон.

## Личен живот
Фрейзър живее с партньора си, музиканта Деймън Рийс (от групатa Лупайн Хол), в град Бристъл. Тя има две дъщери, първата от бившия ѝ партньор Робин Гътри, а втората от Рийс.

## Дискография

### С Кокто Туинс

#### Студийни албуми
- Garlands (1982)
- Head over Heels (1983)
- Treasure (1984)
- Victorialand (1986)
- Blue Bell Knoll (1988)
- Heaven or Las Vegas (1990)
- Four-Calendar Café (1993)
- Milk & Kisses (1996)

#### Сборни албуми
- The Pink Opaque (1985)
- The Box Set (1991)
- BBC Sessions (1999)
- Stars and Topsoil (2000)
- Lullabies to Violaine: Singles and Extended Plays 1982–1996 (2005)
- Lullabies to Violaine, Volume 1: Singles and Extended Plays 1982–1990 (2006)
- Lullabies to Violaine, Volume 2: Singles and Extended Plays 1993–1996 (2006)
- Treasure Hiding: The Fontana Years (2018)

#### Миниалбуми
- Lullabies (1982)
- Peppermint Pig (1983)
- Sunburst and Snowblind (1983)
- The Spangle Maker (1984)
- Aikea-Guinea (1985)
- Tiny Dynamine (1985)
- Echoes in a Shallow Bay (1985)
- Love's Easy Tears (1986)
- Snow (1993)
- Twinlights (1995)
- Otherness (1995)

#### Сътрудничества
- The Moon and the Melodies (с Херълд Бъд) (1986)

### Соло изпълнителка

#### Сингли
- 1983: " Song to the Siren " (с Дис Мортал Койл) – UK No. 66 – (4AD)
- 2000: "Underwater" (Blanco Y Negro)
- 2009: "Moses" (Rough Trade)

### Със Сънс Сигначър

#### Сингли
- 2022: "Golden Air" (Partisan Records)

#### Миниалбуми
- Sun's Signature (Partisan Records)

### Гост изпълнителка
| Изпълнител                        | Албум                                                                      | Парчета                                                                      | Дата | Лейбъл                    |
| --------------------------------- | -------------------------------------------------------------------------- | ---------------------------------------------------------------------------- | ---- | ------------------------- |
| Oneohtrix Point Never             | Magic Oneohtrix Point Never (Blu-ray издание)                              | "Tales from the Trash Stratum"                                               | 2021 | Warp                      |
| Jónsi                             | Shiver                                                                     | "Cannibal"                                                                   | 2020 | Krunk                     |
| Сам Лий                           | Old Wow                                                                    | "The Moon Shines Bright"                                                     | 2020 | Cooking Vinyl Ltd         |
| Инсектс                           | The Living and the Dead Soundtrack                                         | "She Moves Through the Fair"                                                 | 2016 | Self Released             |
| Масив Атак                        | Collected                                                                  | "Silent Spring"                                                              | 2006 | Virgin Records            |
| Хауърд Шор                        | The Lord of the Rings: The Fellowship of the Ring: The Complete Recordings | "Caras Galadhon / Lament for Gandalf", "Lothlórien"                          | 2005 | Warner Brothers           |
| Ян Тиерсен                        | Les Retrouvailles                                                          | "Kala", "Mary"                                                               | 2005 | EMI                       |
| различни изпълнители (компилация) | Stop Me If You Think You've Heard This One Before...                       | "At Last I Am Free" (originally by Chic)                                     | 2003 | Rough Trade               |
| Хауърд Шор                        | The Lord of the Rings: The Two Towers                                      | "Isengard Unleashed"                                                         | 2002 | Warner Brothers           |
| Питър Гейбриъл                    | OVO                                                                        | "Downside Up", "Make Tomorrow"                                               | 2000 | EMI                       |
| Елиът Голдентал; Елизабет Фрейзър | In Dreams                                                                  | "Dream Baby"                                                                 | 1999 | EMI                       |
| Масив Атак                        | Mezzanine                                                                  | "Teardrop", "Black Milk" and "Group Four"                                    | 1998 | Virgin Records            |
| Майкъл Кеймън                     | The Winter Guest                                                           | "Take Me With You"                                                           | 1998 | Universal                 |
| Крейг Армстронг                   | The Space Between Us                                                       | "This Love"                                                                  | 1998 | Melankolic                |
| Саймън Реймънд                    | Blame Someone Else                                                         | "Worship Me"                                                                 | 1997 | Bella Union               |
| Батърс                            | Sunpowder                                                                  | "Danger in Love", "The Dutch Venus", "Angel on Ruskin", "The Night is Young" | 1995 | Marina                    |
| Мууз                              | Live a Little, Love a Lot                                                  | "Play God"                                                                   | 1995 | Play It Again Sam Records |
| The Future Sound of London        | Lifeforms [Remixes] EP                                                     | "Lifeforms 1–5 and 7"                                                        | 1994 | Astralwerks               |
| Медсин                            | Sounds of Medicine                                                         | "Time Baby 3"                                                                | 1994 | Beggars Banquet           |
| Иън Маккълох                      | Mysterio                                                                   | "Heaven's Gate"                                                              | 1992 | Sire Records              |
| Иън Маккълох                      | Candleland                                                                 | "Candleland"                                                                 | 1989 | Sire Records              |
| Фелт                              | Ignite the Seven Cannons                                                   | "Primitive Painters"                                                         | 1985 | Cherry Red                |
| Dif Juz                           | Extractions                                                                | "Love Insane"                                                                | 1985 | 4AD                       |
| Дис Мортал Койл                   | It'll End in Tears                                                         | "Song to the Siren", "Another Day"                                           | 1984 | 4AD                       |
| Волфганг Прес                     | Scarecrow                                                                  | "Respect"                                                                    | 1984 | 4AD                       |
| Дис Мортал Койл                   | Sixteen Days / Gathering Dust                                              | "Song to the Siren", "Sixteen Days / Gathering Dust"                         | 1983 | 4AD                       |